# Палу (Сулавесі)
Палу — місто на острові Сулавесі, Індонезія. Столиця провінції Центральне Сулавесі.

## Географія
Місто розташоване за 1650 кілометрів від Джакарти у гирлі річки Палу.

### Клімат
Місто знаходиться у зоні, котра характеризується вологим тропічним кліматом. Найтепліший місяць — квітень із середньою температурою 28.3 °C (83 °F). Найхолодніший місяць — січень, із середньою температурою 27.8 °С (82 °F).
| Клімат Палу             | Клімат Палу | Клімат Палу | Клімат Палу | Клімат Палу | Клімат Палу | Клімат Палу | Клімат Палу | Клімат Палу | Клімат Палу | Клімат Палу | Клімат Палу | Клімат Палу | Клімат Палу |
| Показник                | Січ.        | Лют.        | Бер.        | Квіт.       | Трав.       | Черв.       | Лип.        | Серп.       | Вер.        | Жовт.       | Лист.       | Груд.       | Рік         |
| Абсолютний максимум, °C | 38          | 37          | 37          | 37          | 35          | 37          | 37          | 37          | 38          | 37          | 37          | 38          | 38          |
| Середній максимум, °C   | 30          | 30          | 31          | 31          | 31          | 31          | 30          | 31          | 31          | 31          | 31          | 30          | 31          |
| Середня температура, °C | 27          | 27          | 27          | 28          | 28          | 27          | 27          | 27          | 27          | 28          | 28          | 27          | 27          |
| Середній мінімум, °C    | 24          | 24          | 24          | 25          | 25          | 24          | 24          | 24          | 24          | 25          | 25          | 25          | 24          |
| Абсолютний мінімум, °C  | 22          | 21          | 18          | 20          | 21          | 21          | 21          | 20          | 20          | 17          | 21          | 21          | 17          |
| Днів з опадами          | 7           | 8           | 9           | 9           | 10          | 12          | 11          | 9           | 8           | 7           | 9           | 7           | 106         |
| Днів з дощем            | 7           | 8           | 9           | 9           | 10          | 12          | 11          | 9           | 8           | 7           | 9           | 7           | 106         |
| ----------------------- | ----------- | ----------- | ----------- | ----------- | ----------- | ----------- | ----------- | ----------- | ----------- | ----------- | ----------- | ----------- | ----------- |
| Джерело: Weatherbase    |             |             |             |             |             |             |             |             |             |             |             |             |             |

## Землетрус 2005
24 січня 2005 у місті стався потужний землетрус магнітудою 6,2 бали за шкалою Ріхтера. Епіцентр землетрусу перебував за 16 кілометрыв на південний схід від міста на глибині 30 кілометрів у невеликому селі Бора. Палу охопила паніка, люди шукали притулок у горах, побоюючись цунамі.
Внаслідок загинула одна людина, 4 поранені, зруйновано 177 будівель.